# Reuth (Elsterberg)
Reuth ist eine Siedlung in der Gemarkung Kleingera, einem Ortsteil von Elsterberg im sächsischen Vogtlandkreis. Sie wurde am 1. Januar 1994 gemeinsam mit Kleingera nach Elsterberg eingemeindet.

## Geographie

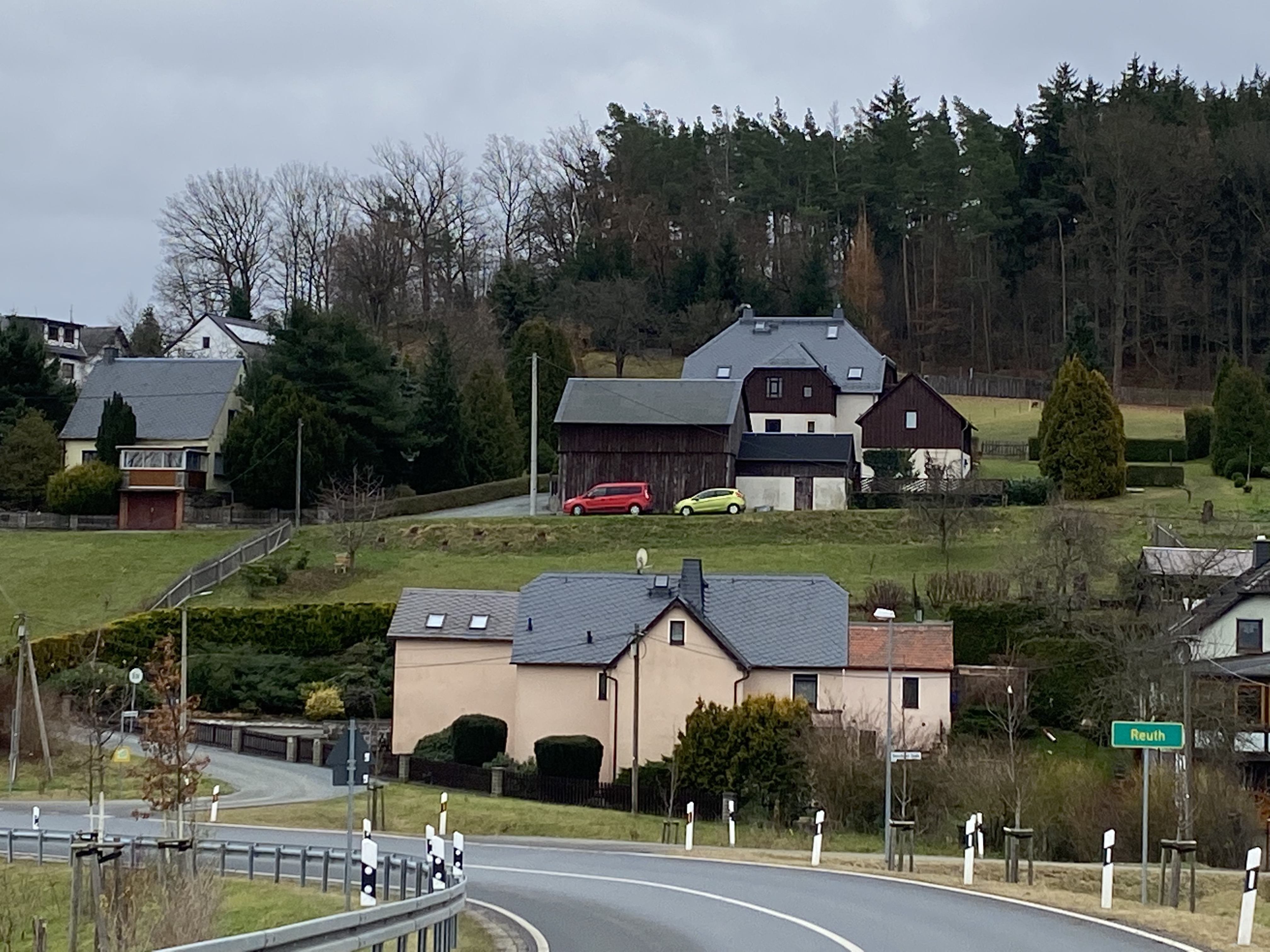
Ortslage Reuth

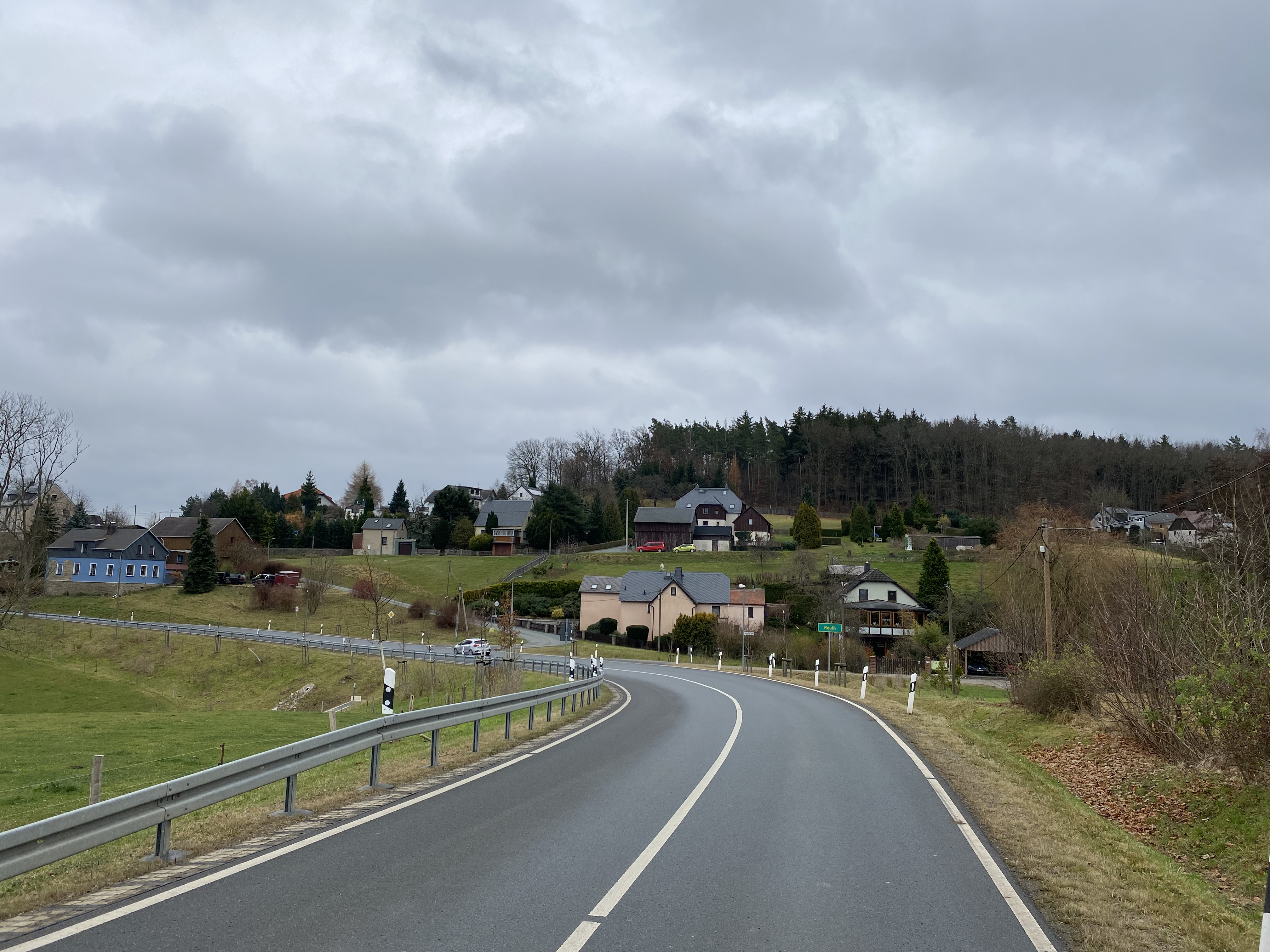
Reuth mit Durchgangsstraße

### Geographische Lage und Verkehr
Reuth liegt etwa 500 m östlich von Kleingera auf etwa 368 m an der Staatsstraße 296 von Kleingera nach Netzschkau. Etwa 1 km nördlich verläuft die Sächsisch-Thüringische Landesgrenze, die durch die Göltzsch gebildet wird. Reuth selbst liegt am Lässiggraben. Reuth wurde als versträuter Häuslerabbau errichtet. Reuth befindet sich im Osten des Naturraumes Vogtland (Mittelvogtländisches Kuppenland) im sächsischen Teil des historischen Vogtlands, an der Grenze zum thüringischen Vogtland.

### Nachbarorte
| Pfannenstiel |                                             | Thalbach   |
| Kleingera    | Kompassrose, die auf Nachbargemeinden zeigt |            |
| Coschütz     | Brockau                                     | Netzschkau |

## Geschichte
Reuth wurde erstmals 1715 erwähnt. Die Siedlung gehörte zum Rittergut Kleingera und war nach Elsterberg gepfarrt. Seit 1994 gehört die Ortsgruppe zusammen mit Kleingera zu Elsterberg.
1859 wird über das Dorf Reuth mit acht Häusern einer Mühle und sechzig Einwohnern berichtet. Reuth ist kein offizieller Gemeindeteil Elsterbergs.
| Jahr               | 1795      | 1834 | 1859 | 1871 | 1890 |
| ------------------ | --------- | ---- | ---- | ---- | ---- |
| Einwohnerstatistik | 8 Häusler | 40   | 60   | 43   | 54   |